# HMAS Sydney (R17)
HMAS Sydney (R17) byla letadlová loď australského námořnictva. Byla vůbec první letadlovou lodí, kterou australské námořnictvo získalo. Rozestavěna byla za druhé světové války jako britská lehká letadlová loď HMS Terrible (R93) – jedna z šesti lodí třídy Majestic. Po válce se její stavba zastavila a brzy ji zakoupila Austrálie. Australské námořnictvo ji do služby zařadilo roku 1948 a provozovalo ji až do roku 1973. Nasazena byla například v korejské a vietnamské válce.

## Stavba

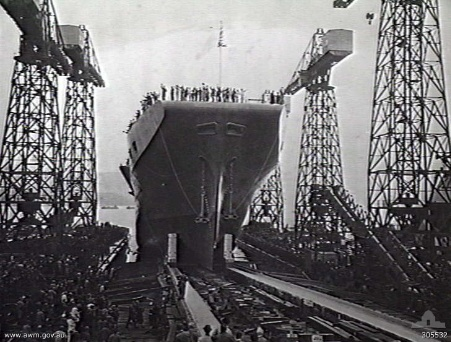
HMS Terrible je spouštěna na vodu

Kýl letadlové lodě HMS Terrible byl založen 17. dubna 1943 v loděnici HM Dockyard v Devonportu. Trup byl na vodu spuštěn dne 30. září 1944. Stavbu téměř dokončené lodě zastavil konec světové války, po kterém ji královské námořnictvo již nepotřebovalo. V roce 1947 bylo rozhodnuto prodat Terrible (přejmenována na HMAS Sydney) a její sesterskou loď Majestic (přejmenována na HMAS Melbourne) Austrálii. HMAS Sydney byla rychle dokončena a do služby vstoupila 16. prosince 1948 jako první australská letadlová loď. Melbourne byla v mnohem větší míře upravována (dostala například úhlovou letovou palubu) a proto Sydney následovala až s odstupem několika let. Proto byla australskému námořnictvu, až do jejího zařazení do služby v roce 1955, zapůjčena britská letadlová loď HMS Vengeance patřící ke třídě Colossus.

## Konstrukce
Po svém zařazení do služby loď nesla bojové letouny Hawker Sea Fury a Fairey Firefly.
Pohonný systém tvořily parní turbíny Brown Curtis.

## Operační nasazení

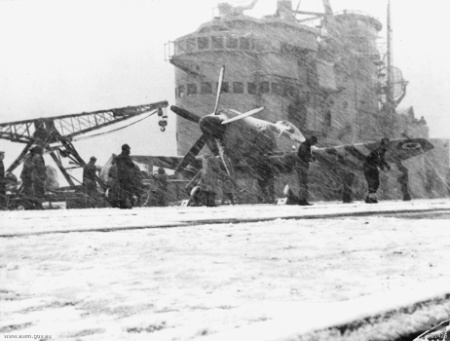
Sydney během nasazení v Korejské válce

Na konci srpna odplula ze Sydney přes Japonsko k pobřeží Korejského poloostrova. Od října 1951 do ledna 1952 byla Sydney pod velením kapitána Davida Harriese bojově nasazena v korejské válce, kde nahradila britskou letadlovou loď HMS Glory. Z její paluby operovaly dvě perutě letounů Hawker Sea Fury (805. a 808.) a jedna peruť Fairey Firefly (817.). Letadla ze Sydney během tohoto nasazení provedla celkem 2366 bojových letů, především se jednalo o útoky na pozemní cíle. Během bojového nasazení bylo ztraceno jedenáct letounů. Bylo to poprvé, kdy přítomnost britských letadlových lodí zajišťovalo plavidlo provozované některým z britských dominií.
V říjnu 1952 byla Sydney přítomna v oblasti prvního britského pokusného jaderného výbuchu, ke kterému došlo v oblasti ostrovů Montebello v severozápadní Austrálii. V letech 1955–1958 Sydney sloužila jako cvičná letadlová loď a od roku 1963 sloužila pro rychlý transport vojáků. V této roli byla několikrát odeslána do Vietnamu. Krytí jí přitom poskytovala sesterská loď Melbourne.
V roce 1973 byla vyřazena ze služby a o dva roky později byla prodána k sešrotování.